# Campionato armeno di calcio a 5 2008-2009
Il Campionato armeno di calcio a 5 2008-2009 è stato l'undicesimo campionato di calcio a 5 dell'Armenia, patrocinato dalla Federazione calcistica dell'Armenia. Il campionato ha visto la prima affermazione della squadra capitolina dell'Erebuni Erevan.

## Classifica finale
| Pos | Squadra             | Pti | G  | V  | N | P  | GF  | GS  |
| --- | ------------------- | --- | -- | -- | - | -- | --- | --- |
| 1   | Tal-Grig Yerevan    | 42  | 16 | 13 | 3 | 0  | 132 | 41  |
| 2   | Erebuni Erevan      | 38  | 16 | 12 | 2 | 2  | 127 | 71  |
| 3   | Politekhnik Yerevan | 35  | 16 | 11 | 2 | 3  | 148 | 65  |
| 4   | Europe Yerevan      | 31  | 16 | 10 | 1 | 5  | 83  | 78  |
| 5   | Arsenal Nor Nork    | 24  | 16 | 8  | 0 | 8  | 112 | 109 |
| 6   | Gyumri              | 13  | 16 | 4  | 1 | 11 | 82  | 135 |
| 7   | Hrazdan             | 13  | 16 | 4  | 1 | 11 | 72  | 127 |
| 8   | Rema                | 11  | 16 | 3  | 2 | 11 | 70  | 105 |
| 9   | Avan                | 3   | 16 | 1  | 0 | 15 | 59  | 154 |

## Playoff
| Pos | Squadra             | Pti | G  | V  | N | P  | GF  | GS  |
| --- | ------------------- | --- | -- | -- | - | -- | --- | --- |
| 1   | Erebuni Erevan      | 44  | 18 | 14 | 2 | 2  | 141 | 63  |
| 2   | Tal-Grig Yerevan    | 42  | 18 | 13 | 3 | 2  | 117 | 47  |
| 3   | Politekhnik Yerevan | 29  | 18 | 9  | 2 | 7  | 136 | 87  |
| 4   | Europe Yerevan      | 25  | 17 | 8  | 1 | 8  | 88  | 89  |
| 5   | Arsenal Nor Nork    | 15  | 18 | 5  | 0 | 13 | 107 | 197 |
| 6   | Hrazdan             | 0   | 17 | 0  | 0 | 17 | 64  | 170 |